# کواشویتس
کواشویتس (به آلمانی: Quaschwitz) یک شهر در آلمان است که در زاله-ارلا واقع شده‌است. کواشویتس ۷۵ نفر جمعیت دارد.